# Dasychira thomensis
Dasychira thomensis är en fjärilsart som beskrevs av Talbot 1929. Dasychira thomensis ingår i släktet Dasychira och familjen tofsspinnare. Inga underarter finns listade i Catalogue of Life.